# Geronimo Stilton

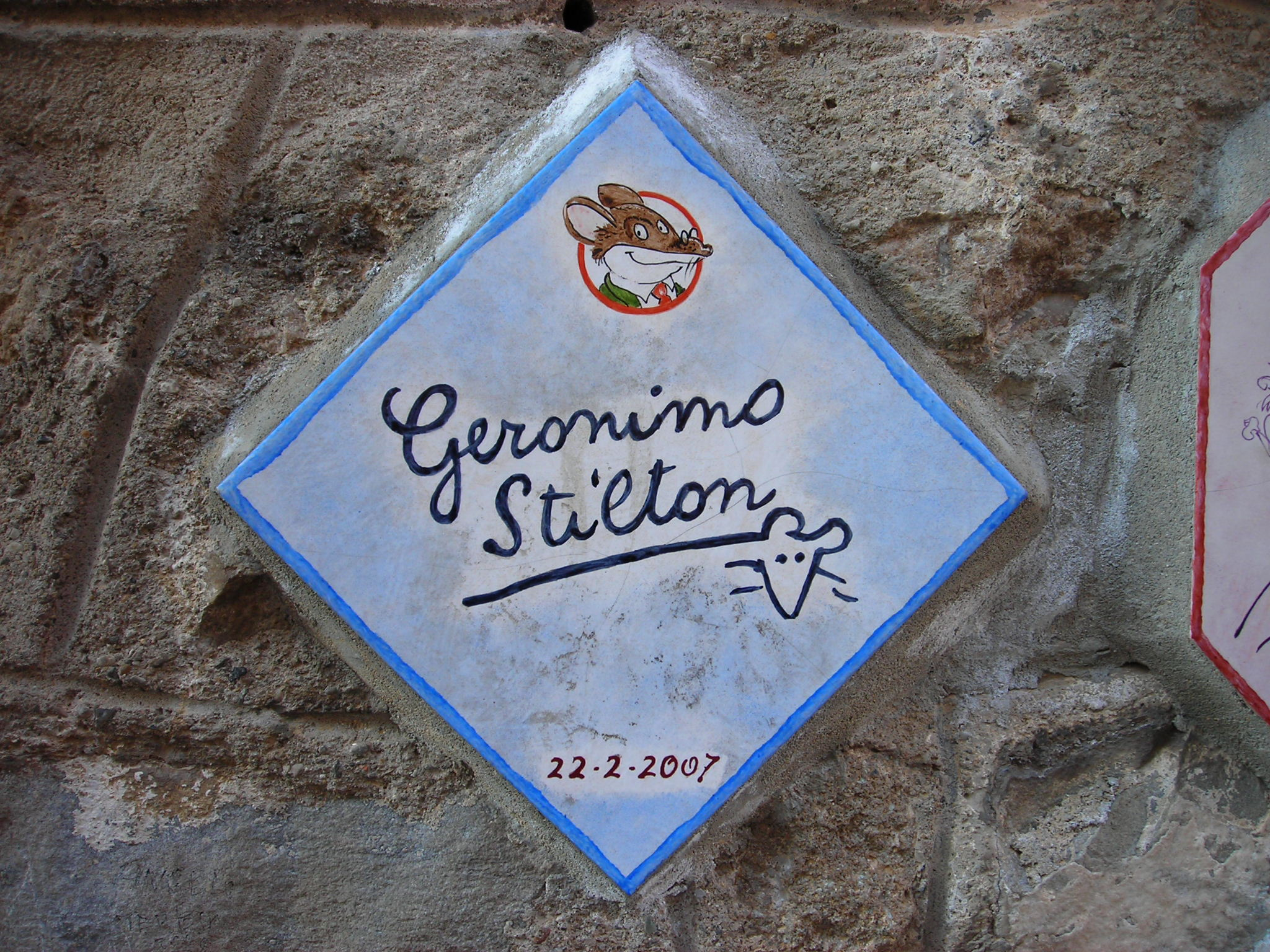
Azulejo con la firma de Geronimo Stilton en un muro de Alassio (Italia).

Geronimo Stilton es una serie de libros para niños de 6 a 12 años creados por la escritora italiana Elisabetta Dami, que firma como el escritor ficticio Geronimo Stilton. Fueron publicados originalmente en Italia por Edizioni Piemme, en el año 2000. Según se indica en los libros, el apellido del protagonista deriva del queso stilton.
Sus libros han sido traducidos a 35 idiomas diferentes. En España y México, los libros son editados por el sello editorial Destino del Grupo Planeta (2009).Pocos de sus libros tienen páginas con olores.

## Personajes

### Protagonistas
- Geronimo Stilton
- Tea Stilton
- Trampita Stilton
- Benjamin Stilton
- Torcuato Revoltosi
- Doctor Ratestein

### Amigos y conocidos de Geronimo
- Patty Spring
- Dakotassa Spring
- Amperio Voltio
- Metomentodo Quesoso
- Honorato Ratato
- Pincky Pick
- Pina Ratoni (anteriormente, Pina Ratonel)
- Karina Von Fosilen
- Ratuflo de Granis
- Raviolinda Ratina
- Ratela van Raten
- Ratiti
- Provoleta Gruyere
- Tenebrosa Tenebrax
- La ratita presumida